# Castello di Stirling
Il castello di Stirling (Stirling castle) è uno dei più grandi e imponenti castelli della Scozia e dell'Europa occidentale, sia dal punto di vista storico sia architettonico. 
Il castello è un monumento nazionale ed è diretto dall'Agenzia storica nazionale.
È il quartier generale del reggimento dell'Argyll and Southerland Higlanders, sebbene tale reggimento non sia di guarnigione qui da molto. Il museo del reggimento è situato all'interno.
È situato in cima ad una collina, costruito sopra uno spuntone di roccia vulcanica, circondato su tre lati da ripidi dirupi che lo rendono facilmente difendibile. 
Tutto ciò, unito alla sua posizione strategica, lo ha reso un'importante fortificazione sin dalla sua costruzione. Molti degli edifici principali del castello si datano fra il XV e il XVI secolo, molti fra i sovrani di Scozia vi sono stati incoronati, inclusa Maria Stuarda che vi venne incoronata il 9 settembre 1543 all'interno della cappella reale.
Il castello sopportò almeno otto assedi molti dei quali avvenuti durante le Guerre di indipendenza scozzesi e l'ultimo avvenne nel 1746 quando Carlo Edoardo Stuart tentò vanamente di prenderlo. Attualmente la struttura è sotto l'egida dell'Historic Scotland.

## Le origini remote
Il castello di Stirling sorge sulla Stirling Sill che altro non è che l'affioramento di una formazione di quarzo-diorite vecchia di circa 350 milioni di anni e che, in seguito alle glaciazioni fu trasformata in quello che in inglese è chiamato Crag and tail un rialzo del terreno rispetto a quello sottostante che viene invece eroso. Grazie alla sua conformazione la collina venne occupata fin dalle ere più antiche. Quando i Romani giunsero in queste terre costruirono un forte a Doune, forse perché allora la zona attorno a Stirling era occupata dai Meati. Secoli dopo, più o meno fra il VII e l'VIII, la collina, allora forse nota come Iudeu, potrebbe essere stato il luogo da cui Penda di Mercia pose d'assedio Oswiu di Northumbria. Attorno al 685 quando il popolo di Northumbria venne sconfitto alla Battaglia di Dunnichen l'intera regione cadde sotto il dominio dei Pitti, tuttavia non esistono prove archeologiche che dimostrino che la collina vera e propria sia stata occupata stabilmente prima del Basso Medioevo. Nel XVI secolo lo storico Ettore Boezio sostenne nel suo  Historia Gentis Scotorum, che i Romani, sotto il regno di Gneo Giulio Agricola fortificarono la collina di Stirling e che Kenneth I di Scozia, considerato tradizionalmente il primo re di Scozia, pose d'assedio la collina mentre cercava di scalzare i Pitti nel IX secolo. Boezio tuttavia non è considerato uno storico attendibile. Lo storico medievale William Worcester (1415circa-1482 circa) collegò Stirling alla corte di Re Artù, altre tradizioni vogliono che Santa Monenna vi abbia fondato una cappella, come del resto si dice abbia fatto a Edimburgo senza tener conto che questo santo nasce come commistione di due figure del primo cristianesimo, Modwenna, una suora vissuta nel VII secolo e Moninne una religiosa anteriore di circa un paio di secoli.
Il primo dato davvero storico sul castello risale al 1110 quando Alessandro I di Scozia vi fece costruire una cappella. Da quel momento pare che il castello sia diventato una sorta di centro regale, visto che lo stesso Alessandro vi morì nel 1124. Il suo successore Davide I di Scozia trasformò l'abitato in un Royal burgh e il maniero divenne un importante centro amministrativo. Guglielmo I di Scozia costruì, sul lato sud-ovest, un parco per la caccia ai cervi, quando poi gli inglesi lo presero nel 1174 egli fu costretto a cederlo insieme ad altri manieri, tra cui il castello di Edimburgo, a seguito del Trattato di Falaise redatto nel dicembre di quell'anno. Gli inglesi non lo occuparono mai formalmente e nel 1189 Riccardo I d'Inghilterra lo restituì agli scozzesi, il castello continuò ad essere residenza favorita dai reali di Scozia e Guglielmo vi morì nel 1214, mentre Alessandro III di Scozia fondò un nuovo parco per la caccia ai cervi attorno al 1260.

## Le guerre d'indipendenza
Alessandro III morì nel 1286 e quando, nel 1290, morì ancora bambina la sua unica erede, Margherita di Scozia, si aprì una crisi di successione che divenne nota come la Grande causa. Ad arbitrare la questione venne chiamato Edoardo I d'Inghilterra che chiese che tutti i castelli reali fossero messi sotto il suo controllo mentre si dirimeva la questione. Edoardo si pronunciò a favore di John Balliol nella speranza che questi si rivelasse un debole re fantoccio da manovrare a piacimento, John invece rifiutò gli ordini del re inglese che nel 1296 invase la Scozia iniziando le guerre d'indipendenza scozzesi che durarono per circa sessant'anni. L'esercito inglese trovò il castello di Stirling vuoto e immediatamente lo occupò comprendendone l'importanza strategica, la loro permanenza durò poco, l'anno seguente Andrew de Moray e William Wallace vinsero alla Battaglia di Stirling Bridge sconfiggendo gli invasori. Molti inglesi perirono in battaglia e i comandanti William FitzWarin (morto 1299 circa) e Marmaduke Thweng, I barone Thweng si ritirarono nel castello, ma, a corto di provviste, furono costretti alla resa.
L'estate seguente gli scozzesi furono di nuovo costretti ad abbandonarlo dopo aver perso lo scontro alla Battaglia di Falkirk del 22 luglio 1298, Edoardo rafforzò le difese del castello, ma nel 1299 gli scozzesi lo presero d'assedio, fra gli assedianti c'era anche Robert Bruce, riuscendo a riprenderselo.
Dal 1303 gli inglesi si trovarono di nuovo in condizioni di vantaggio e Stirling era l'unico castello rimasto in mano agli scozzesi e in aprile arrivarono per metterlo sotto assedio muniti di almeno 17 armi d'assedio. Gli scozzesi sotto la guida di William Oliphant si arresero il 20 luglio anche se Edoardo ordinò a parte della guarnigione di tornare dentro perché non era ancora stata testata la sua ultima arma, un macchinario chiamato Warwolf che pare fosse un grande trabucco che distrusse il corpo di guardia. La vittoria sembrava ormai nelle mani di Edoardo, ma egli morì nel 1307 e Robert Bruce si proclamò re di Scozia col nome di Roberto I di Scozia. Nel 1313 solo i castelli di Stirling, Edimburgo, Roxburgh e Berwick erano ancora in mano inglese, il fratello del re, Edward Bruce lo pose sotto assedio mentre era al comando di Philip Mowbray (morto 1318) proponendogli un patto, se non fossero venuti a soccorrerlo entro il 24 giugno egli si sarebbe arreso. Bruce acconsentì e quell'estate l'esercito inglese capitanato da Edoardo II d'Inghilterra marciò verso Stirling per portare aiuto. Fra il 23 e il 24 giugno gli eserciti si scontrarono alla Battaglia di Bannockburn nei pressi del castello, gli inglesi furono mandati in rotta ed Edoardo cercò rifugio nel maniero, ma Mowbray intendeva essere di parola e i suoi stessi connazionali furono costretti alla fuga. Il castello cambiò nuovamente mano e lo stesso Mowbray passò a combattere per gli scozzesi e Roberto ordinò che le difese del castello fossero distrutte per evitare che gli inglesi lo occupassero nuovamente. I giochi erano tutt'altro che terminati, nel corso della seconda guerra d'indipendenza gli inglesi ripresero Stirling, era il 1336 ed erano sotto il comando di Thomas Rokeby che ordinò l'avvio di ingenti lavori alla struttura che furono compiuti mediante il massiccio uso del legno piuttosto che della pietra. Gli scozzesi non si arresero e nel 1337 Andrew Murray mise il castello sotto assedio e, forse, in quell'occasione vennero usati i cannoni per la prima volta in Scozia. Robert Stewart, futuro re di Scozia, si riprese il castello nel corso di un assedio avvenuto fra il 1341 e il 1342 che rimase in mano scozzese fino alla fine della guerra avvenuta nel 1357. Nel 1360 Robert de Forsyth fu nominato governatore del castello, carica che passò a suo figlio e a suo nipote che deteneva l'incarico nel 1399.

## Gli Stuart

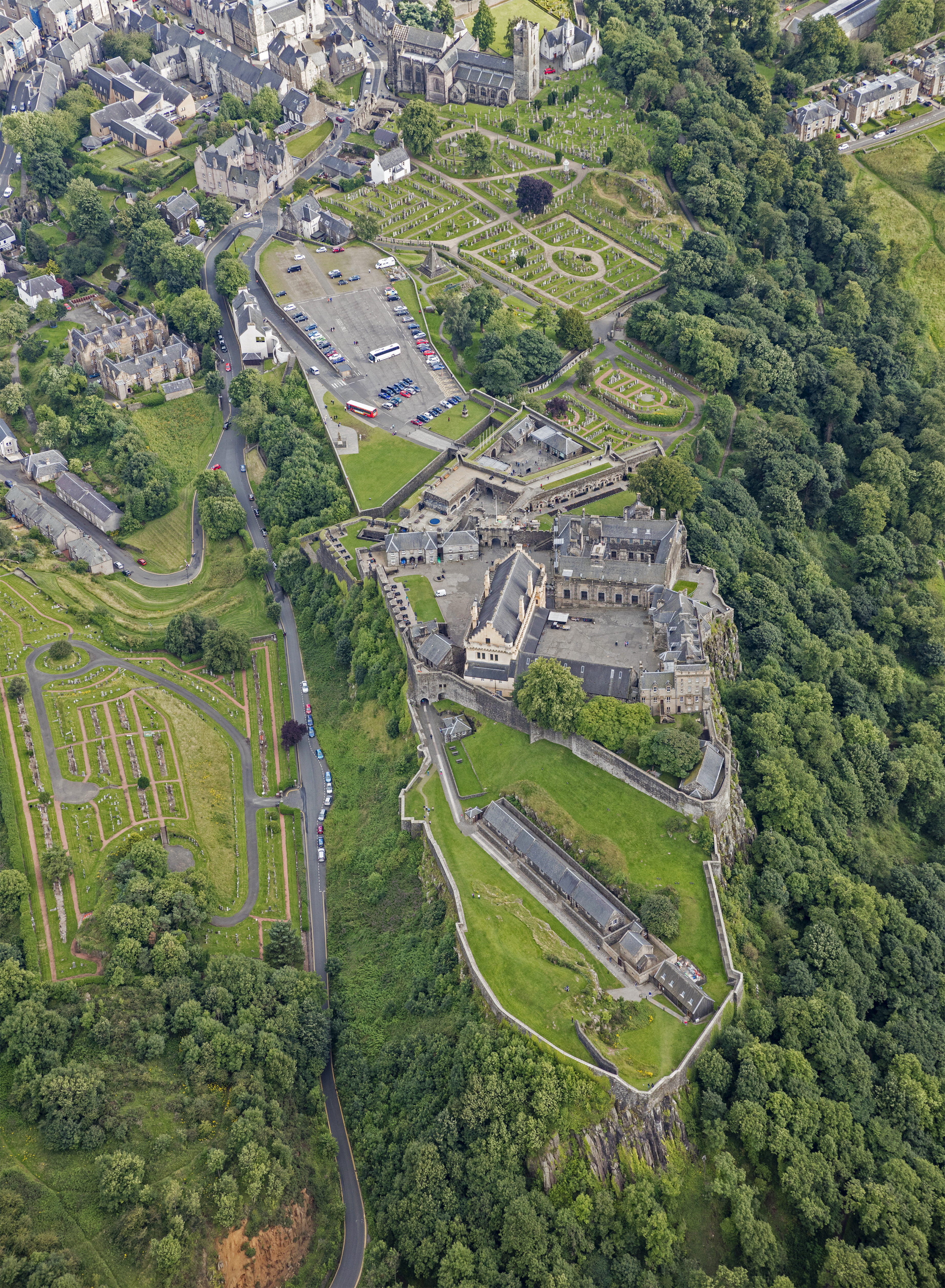
Veduta aerea del castello di Stirling nel 2016.

Sotto i primi re Stuart Roberto II e Roberto III di Scozia, che regnò fino al 1406, furono costruite le parti più antiche che ancora oggi sono visibili, Robert Stuart, duca di Albany, quale fratello di Roberto III, ordinò dei lavori che coinvolsero i cancelli settentrionali e meridionali. L'attuale cancello nord è stato costruito su fondazioni risalenti al decennio del 1380, che costituiscono la parte più antica dell'intero castello. Nel 1424 Stirling faceva parte della jointure (beni che venivano garantiti alla moglie in caso di morte del marito) di Giovanna Beaufort, moglie di Giacomo I di Scozia, dando vita a una tradizione che perdurò nei secoli. Quando Giacomo venne assassinato nel 1437 Joan vi prese rifugio insieme al figlioletto Giacomo e qui il 22 febbraio 1452 lo stesso Giacomo II assassinò William Douglas, VIII conte di Douglas (1425-1452) quando questi rifiutò di porre fine a un'alleanza sediziosa con John Islay, Conte di Ross e Alexander Lindsay, IV conte di Ross (morto 1453). A Stirling nacque Giacomo III di Scozia che iniziò i lavori nei giardini e nella cappella reale, la fabbricazione di artiglieria nel castello si data invece al 1475. La moglie di Giacomo III, Margareta di Danimarca, morì al castello nel 1486 e lo stesso Giacomo due anni dopo perì alla Battaglia di Sauchieburn, nei pressi del castello, non lontano da dove venne disputata quella di Bannockburn.
Molti degli edifici attualmente presenti nel castello sono stati costruiti fra il 1490 e il 1600 quando Stirling divenne una delle principali residenze reali per i re e le regine Stuart, Giacomo IV di Scozia, Giacomo V di Scozia, Maria Stuarda di Scozia e Giacomo VI di Scozia. L'architettura degli edifici di quest'epoca mostra un miscuglio di stile che riflette le influenze tedesche, inglesi e francesi che a loro volta riflettono le ambizioni internazionali degli Stuart. Giacomo IV mise insieme una corte di stampo rinascimentale e iniziò i lavori presso i castelli di Edimburgo, Falkland e Linlithgow anche se i più grandi ebbero luogo a Stirling dove vennero costruiti la Great Hall, il Forework e il King's Old Building. Egli rinnovò anche la cappella reale, una delle due chiese presenti nel castello a quell'epoca, e nel 1501 il Papa gli diede il permesso di fondare una Collegiata. Il Forework, di cui oggi rimane pochissimo, derivava dall'architettura militare francese e ad esso vennero aggiunti altri dettagli militari anche se tale scelta venne fatta più per motivi estetici che difensivi. Se il racconto satirico in due poemi dello scrittore William Dunbar ha un qualche fondamento reale il castello fu testimone, nel 1509, del tentativo dell'alchimista italiano John Damian di volare con l'ausilio di due ali fatte da penne di gallina. Giacomo teneva alla sua corte anche un altro alchimista chiamato Caldwell che aveva una fornace che usava allo scopo di distillare il mitico quinto elemento. 
Giacomo IV morì alla Battaglia di Flodden Field prima di poter vedere ultimati i lavori, il suo successore Giacomo V di appena un anno venne incoronato nella cappella reale e crebbe al castello sotto la tutela di John Erskine, V Signore di Erskine (morto nel 1552).
La casa del custode costituiva l'entrata dalle difese più esterne al castello vero e proprio e fu fatta erigere da re Giacomo IV. Originariamente formava parte della splendida prima linea difensiva che si estendeva in tutta la sua ampiezza attraverso le mura della rocca.
Molte delle principali costruzioni del castello sono datate XV e XVI secolo. Restano poche strutture del XIV secolo, mentre le difese più esterne prospicienti il paese, risalgono agli inizi del XVIII secolo.